# Ingeborg Wehle

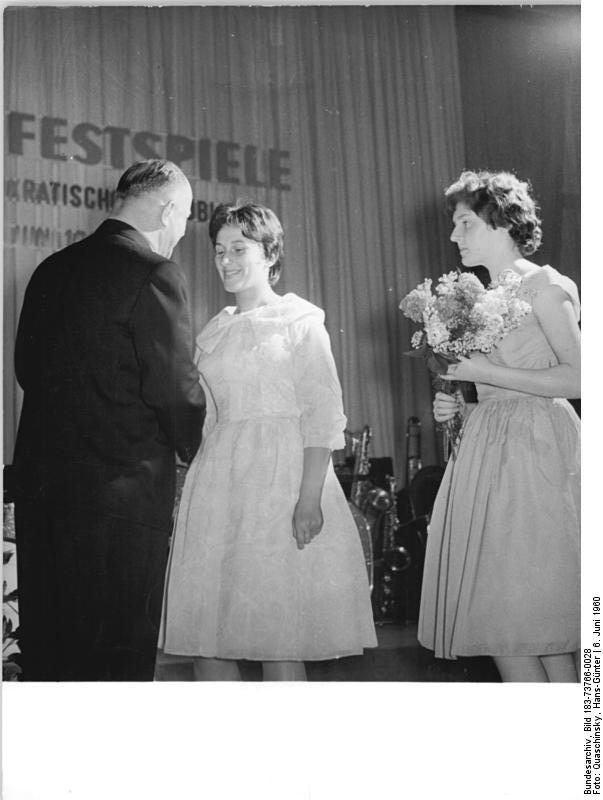
Verleihung des FDGB-Kunst- und Literaturpreises an Ingeborg Wehle (1960)

Ingeborg Wehle (geb. Weller; * 2. Februar 1933 in Sohland an der Spree; † 10. Oktober 2020) war eine deutsche autodidaktische Grafikerin.

## Leben und Werk
Ingeborg Weller war nach dem Abschluss der Volksschule Arbeiterin in einem Industriebetrieb. Dann arbeitete sie von 1950 bis 1954 ohne berufliche Ausbildung als Dekorateurin und Reklamemalerin bei der Handelsorganisation HO in Bautzen. Sie lernte den Grafiker Fred Wehle kennen, den sie heiratete. Ihr Mann entdeckte und förderte ihr künstlerisches Talent.
Als „Hausfrau und Mutter“ betätigte sich Ingeborg Wehle in den Abendstunden bildkünstlerisch. Sie lernte, nach der Natur zu zeichnen und begann kleine dekorative Arbeiten auszuführen. Sie schuf kunstgewerbliche Arbeiten wie Schmuckblätter und Glückwunsch- und Einladungskarten mit volkskünstlerischen Motiven. Auf Kartoffeldrucke folgten Pinselzeichnungen, dann eignete sie sich die Technik des Holzschnitts an.
Als Volkskünstlerin nahm sie 1960 in Karl-Marx-Stadt an der Kunstausstellung der 2. Arbeiterfestspiele teil. Dort erhielt sie für ihren kolorierten Holzschnitt Vom ich zum wir den Kunstpreis des FDGB. Das Blatt wurde im Kreis Zittau jedem Einzelbauern beim Eintritt in eine Landwirtschaftliche Produktionsgenossenschaft überreicht.
In der Folge erhielt Ingeborg Wehle mehrmals Aufträge für grafische Arbeiten, die das „sozialistische Leben“ illustrieren.
Ingeborg Wehle war von 1966 bis 1990 Mitglied des Verbands Bildender Künstler der DDR. Sie lebte mit ihrem Mann in Eckartsberg. Nach seinem Tod zog sie 2001 nach Pulsnitz und wurde 2020 dort bestattet, wohin auch ihr Mann umgebettet wurde.

## Werke (Auswahl)

### Druckgrafik
- Neues Leben auf dem Lande (um 1962, Zyklus von sechs Farbholzschnitten, 31 × 44 cm)
- Dorffestspiele (um 1968/1969, Zyklus von Farbholzschnitten; Auftrag des Beirats für bildende Kunst Dresden)[6]

### Buchillustration
- Hans Klecker: Su rullt’s ba uns. Gedichte in Oberlausitzer Mundart. Rat des Kreises Zittau, Abteilung Kultur, 1987

### Baubezogenes Werk
- Dekorative Trennwand (1983; künstlerische Gestaltung mit ihrem Ehemann Alfred Wehle; vormals im Speisesaal des VEB Oberlausitzer Textilbetriebe Lautex in Zittau)[7]

## Teilnahme an Ausstellungen (mutmaßlich unvollständig)
- 1960 und 1961: Karl-Marx-Stadt und Magdeburg (Kunstausstellung der 2. und 3. Arbeiterfestspiele)
- 1962: Dresden, Stadthalle („Bildnerisches Volksschaffen“)
- 1975/1976: Dresden, Albertinum („Der Bauer und seine Befreiung. Kunst vom 15. Jahrhundert bis zur Gegenwart“)
- 1985: Dresden, Bezirkskunstausstellung
- 1987/1988: Dresden, X. Kunstausstellung der DDR
- 2011: Eckartsberg, Dorfmuseum („Berührt von Eckartsberg“; mit Fred Wehle, Elke Noßky, Herrmann Baldauf und Werner Schlieben)
- 2019: Pulsnitz, Ostsächsische Kunsthalle („Künstler der Oberlausitz“)